# Гусейнов, Рафик Эюб оглы
Рафик Эюб оглы Гусейнов (азерб. Rafiq Eyyub oğlu Hüseynov; 4 августа 1946, Шуша — 26 октября 2017, Дюссельдорф) — советский и азербайджанский телевизионный диктор, актер и певец. Народный артист Азербайджанской ССР (1990). Лауреат Государственной премии Азербайджанской ССР (1991).

## Биография
Родился 4 августа 1946 года в городе Шуша Нагорно-Карабахской автономной области Азербайджанской ССР в семье торговца. Вырос в Баку, отца потерял рано.
Окончил Азербайджанский государственный институт искусств (1976).
С июля 1964 года работал осветителем в Государственном комитете радио и телевещания при Совмине Азербайджанской ССР. С января 1966 года работал диктором, победив на конкурсе. Позже работал заместителем председателя Азербайджанского Гостелерадио.
Вёл многочисленные программы на Азербайджанском телевидении — новогодние огоньки, новостную программу «Экран дня», «Волна», «Гостевая комната телевидения», «Торговля — всенародное дело», «По вашему желанию», концерты, интервью и т. д. Отличался узнаваемым тембром голоса, своеобразной манерой ведения телепередач, сыграл активную роль в становлении Азербайджанского телевидения. Диктору поручались важнейшие эфиры, в том числе и подача информации про Карабахский конфликт, Сумгаитские события. 28 января 1990 года Рафик Гусейнов первым вышел в эфир после взрыва энергоблока Азербайджанского телевидения, объявив о  событиях произошедших 20 января.
В начале 1990-х годов Рафик Гусейнов покинул телевидение, занимался творчеством в качестве певца. В 2005 году вернулся на телевидение, заняв пост художественного руководителя по телеведущим Азгостелерадиокомпании.
Скончался 26 октября 2017 года на 72 году жизни в городе Дюссельдорф в результате продолжительной тяжелой болезни.

## Награды
- Заслуженный артист Азербайджанской ССР (1979)
- Народный артист Азербайджанской ССР (1990)
- Государственная премия Азербайджанской ССР (1991) — за роль диктора в фильме «Мертвая зона» (1988), посвященного экологическим проблемам в городе Сумгаит
- Кинематографическая премия Союза кинематографистов Азербайджана (2016)[1]